# Валід Каруї
Валід Каруї (фр. Walid Karoui, араб. وليد القروي, нар. 25 березня 1996) — туніський футболіст, півзахисник еміратського клубу «Аль-Дафра».
Виступав, зокрема, за клуб «Сфаксьєн», а також національну збірну Тунісу.

## Клубна кар'єра
Народився 25 березня 1996 року. Вихованець футбольної школи клубу «Сфаксьєн». Дорослу футбольну кар'єру розпочав 2017 року в основній команді того ж клубу, в якій провів п'ять сезонів, взявши участь у 79 матчах чемпіонату. 
До складу клубу «Аль-Дафра» приєднався 2022 року. 

## Виступи за збірну
У 2018 році дебютував в офіційних матчах у складі національної збірної Тунісу.
| Дата       | Місто | Господарі | Результат | Гості   | Турнір           | Голи | Примітки |
| ---------- | ----- | --------- | --------- | ------- | ---------------- | ---- | -------- |
| 20-11-2018 | Радес | Туніс     | 0 – 1     | Марокко | товариський матч | -    | 91'      |
| Усього     |       | Матчів    | 1         |         | Голів            | 0    |          |